# 日知屋
日知屋（ひちや、英語: Hichiya）は、宮崎県日向市の大字および地域名（後述）。郵便番号は883-0062。

## 概要
かつて、細島を除く塩見川以北、JR日豊本線以東のほぼ全域が日知屋に属していたが、近年、市街地の拡大に伴い区画整理に伴い新町など、起立したものがあるため、現在、日知屋は南北に分断された形になっている。

## 地理
市の北東部に広く分布し、北は東臼杵郡門川町に、南は財光寺に、西は富高など多くの町・字に接し、東は太平洋に面する。また、内部に梶木町を擁する。

### 河川など
- 塩見川
- 庄手川

### 小字
大字日知屋は以下のような小字を擁する。
- 江ノ口
- 荒浜
- 大庄手
- 櫛ノ山
- 柿ノ迫
- 梶木
- 亀崎東
- 亀崎南
- 亀川
- 公園通り
- 小庄手
- 木原
- 塩田
- 塩矢
- 新開
- 白浜
- 常石
- 大王谷
- 長谷
- 深溝
- 深野
- 畑浦
- 平野
- 堀一方
- 松ケ迫
- 前畑

## 交通

### 鉄道
域内の北部をJR日豊本線が通っているが、域内に鉄道駅は所在しない。最寄駅は日向市駅（JR日豊本線、ソニック・にちりん）や門川駅（JR日豊本線、ソニック・にちりん）が挙げられる。

### 道路
- 国道10号
- 国道327号
- 宮崎県道15号日知屋財光寺線
- 宮崎県道23号細島港線
- 宮崎県道226号土々呂日向線
- 宮崎県道230号細島港日向市停車場線
- 東九州自動車道

## 施設
- 大御神社（おおみじんじゃ） - 日本一大きいさざれ石がある[4]
- 細島港

## 広域地名としての日知屋
日知屋は大字だけでなく、日向市の広域地名としても存在し、日知屋本郷と日知屋枝郷の二つに分類できる。
以下は日知屋本郷及び日知屋枝郷に該当する住所名である。
- 日知屋本郷
  - 高砂町
  - 原町
  - 永江町
  - 新生町
  - 江良町
  - 日知屋古田町
  - 浜町
  - 伊勢ケ浜
  - 中堀町
  - 平野町
  - 山手町
  - 曽根町
  - 大字日知屋
    - 公園通り
    - 櫛の山団地
    - 堀一方
    - 平野
    - 深溝
    - 塩田
    - 塩田団地
    - 畑浦
- 日知屋枝郷
  - 鶴町
  - 向江町
  - 大王町
  - 梶木町
  - 亀崎
  - 亀崎東
  - 亀崎西
  - 北町
  - 大字日知屋
    - 亀崎東
    - 亀崎南
    - 庄手
    - 梶木

### 学区
公立学校の場合は、以下の通りである。
| 地域                                         | 小学校                       | 中学校                       |
| -------------------------------------------- | ---------------------------- | ---------------------------- |
| 高砂町                                       | 日向市立日知屋小学校         | 日向市立富島中学校           |
| 原町                                         | 日向市立日知屋小学校         | 日向市立富島中学校           |
| 公園通り                                     | 日向市立日知屋小学校         | 日向市立富島中学校           |
| 櫛の山                                       | 日向市立日知屋小学校         | 日向市立富島中学校           |
| 江良町                                       | 日向市立日知屋小学校         | 日向市立富島中学校           |
| 新生町                                       | 日向市立日知屋小学校         | 日向市立富島中学校           |
| 鶴町1丁目 - 3丁目の一部                      | 日向市立日知屋小学校         | 日向市立富島中学校           |
| 永江町                                       | 日向市立日知屋東小学校       | 日向市立富島中学校           |
| 永江                                         | 日向市立日知屋東小学校       | 日向市立富島中学校           |
| 浜町                                         | 日向市立日知屋東小学校       | 日向市立富島中学校           |
| 伊勢ケ浜                                     | 日向市立日知屋東小学校       | 日向市立富島中学校           |
| 中堀町                                       | 日向市立日知屋東小学校       | 日向市立富島中学校           |
| 平野町                                       | 日向市立日知屋東小学校       | 日向市立富島中学校           |
| 山手町                                       | 日向市立日知屋東小学校       | 日向市立富島中学校           |
| 堀一方                                       | 日向市立日知屋東小学校       | 日向市立富島中学校           |
| 平野                                         | 日向市立日知屋東小学校       | 日向市立富島中学校           |
| 深溝                                         | 日向市立日知屋東小学校       | 日向市立富島中学校           |
| 曽根町1丁目 - 3丁目の全部、4丁目の一部       | 日向市立日知屋東小学校       | 日向市立富島中学校           |
| 塩田                                         | 日向市立日知屋東小学校       | 日向市立富島中学校           |
| 塩田団地                                     | 日向市立日知屋東小学校       | 日向市立富島中学校           |
| 古田の一部                                   | 日向市立日知屋東小学校       | 日向市立富島中学校           |
| 曽根町4丁目の一部                            | 日向市立細島小学校           | 日向市立富島中学校           |
| 古田の一部                                   | 日向市立細島小学校           | 日向市立富島中学校           |
| 亀崎東                                       | 日向市立大王谷学園（初等部） | 日向市立大王谷学園（中等部） |
| 亀崎南                                       | 日向市立大王谷学園（初等部） | 日向市立大王谷学園（中等部） |
| 向江町1丁目の一部、2丁目の全部               | 日向市立大王谷学園（初等部） | 日向市立大王谷学園（中等部） |
| 庄手                                         | 日向市立大王谷学園（初等部） | 日向市立大王谷学園（中等部） |
| 梶木                                         | 日向市立大王谷学園（初等部） | 日向市立大王谷学園（中等部） |
| 大王町                                       | 日向市立大王谷学園（初等部） | 日向市立大王谷学園（中等部） |
| 梶木町                                       | 日向市立大王谷学園（初等部） | 日向市立大王谷学園（中等部） |
| 亀崎1丁目 - 2丁目の一部、3丁目 - 4丁目の全部 | 日向市立大王谷学園（初等部） | 日向市立大王谷学園（中等部） |
| 亀崎東（1丁目 - 5丁目）                      | 日向市立大王谷学園（初等部） | 日向市立大王谷学園（中等部） |
| 亀崎西                                       | 日向市立大王谷学園（初等部） | 日向市立大王谷学園（中等部） |
| 幡浦                                         | 日向市立大王谷学園（初等部） | 日向市立大王谷学園（中等部） |
| 鶴町2丁目 - 3丁目の一部                      | 日向市立大王谷学園（初等部） | 日向市立大王谷学園（中等部） |
| 北町                                         | 日向市立富高小学校           | 日向市立日向中学校           |
| 鶴町1丁目 - 2丁目の一部                      | 日向市立富高小学校           | 日向市立日向中学校           |
| 向江町1丁目の一部                            | 日向市立富高小学校           | 日向市立日向中学校           |
| 亀崎1丁目 - 2丁目の一部                      | 日向市立富高小学校           | 日向市立日向中学校           |

### 人口
日向市ホームページによると、日知屋地域（日知屋本郷・日知屋枝郷）の2021年（令和3年）10月1日時点での域内の人口は以下の通りである。
| 地域       | 地域               | 世帯数    | 男      | 女      | 計       |
| ---------- | ------------------ | --------- | ------- | ------- | -------- |
| 日知屋本郷 | 高砂町             | 241世帯   | 215人   | 245人   | 460人    |
| 日知屋本郷 | 原町               | 637世帯   | 565人   | 602人   | 1,147人  |
| 日知屋本郷 | 永江町             | 518世帯   | 522人   | 466人   | 988人    |
| 日知屋本郷 | 公園通り           | 235世帯   | 203人   | 240人   | 443人    |
| 日知屋本郷 | 櫛の山             | 199世帯   | 139人   | 175人   | 314人    |
| 日知屋本郷 | 永江               | 108世帯   | 103人   | 120人   | 223人    |
| 日知屋本郷 | 江良町             | 592世帯   | 568人   | 602人   | 1,170人  |
| 日知屋本郷 | 新生町             | 307世帯   | 267人   | 314人   | 581人    |
| 日知屋本郷 | 浜町               | 549世帯   | 589人   | 619人   | 1,208人  |
| 日知屋本郷 | 伊勢ケ浜           | 184世帯   | 184人   | 212人   | 396人    |
| 日知屋本郷 | 中堀町             | 441世帯   | 446人   | 500人   | 946人    |
| 日知屋本郷 | 平野町             | 291世帯   | 312人   | 290人   | 602人    |
| 日知屋本郷 | 山手町             | 160世帯   | 170人   | 195人   | 365人    |
| 日知屋本郷 | 堀一方             | 138世帯   | 174人   | 188人   | 362人    |
| 日知屋本郷 | 平野               | 96世帯    | 102人   | 106人   | 208人    |
| 日知屋本郷 | 深溝               | 289世帯   | 275人   | 299人   | 574人    |
| 日知屋本郷 | 曽根町             | 895世帯   | 925人   | 1,007人 | 1,932人  |
| 日知屋本郷 | 塩田               | 410世帯   | 429人   | 512人   | 941人    |
| 日知屋本郷 | 塩田団地           | 109世帯   | 77人    | 117人   | 194人    |
| 日知屋本郷 | 古田               | 43世帯    | 45人    | 40人    | 85人     |
| 日知屋本郷 | 幡浦               | 278世帯   | 249人   | 244人   | 493人    |
| 日知屋本郷 | （合計）           | 6,710世帯 | 6,559人 | 7,256人 | 13,815人 |
| 日知屋枝郷 | 鶴町               | 375世帯   | 321人   | 333人   | 654人    |
| 日知屋枝郷 | 亀崎東             | 118世帯   | 121人   | 118人   | 239人    |
| 日知屋枝郷 | 亀崎南             | 116世帯   | 120人   | 123人   | 243人    |
| 日知屋枝郷 | 向江町             | 436世帯   | 446人   | 467人   | 913人    |
| 日知屋枝郷 | 庄手               | 485世帯   | 504人   | 529人   | 1,033人  |
| 日知屋枝郷 | 梶木               | 203世帯   | 199人   | 219人   | 418人    |
| 日知屋枝郷 | 大王町             | 720世帯   | 768人   | 848人   | 1616人   |
| 日知屋枝郷 | 梶木町             | 271世帯   | 282人   | 284人   | 566      |
| 日知屋枝郷 | 北町               | 184世帯   | 184人   | 200人   | 384人    |
| 日知屋枝郷 | 亀崎               | 737世帯   | 772人   | 836人   | 1,608人  |
| 日知屋枝郷 | 亀崎東（1〜5丁目） | 651世帯   | 774人   | 773人   | 1,517人  |
| 日知屋枝郷 | 亀崎西             | 279世帯   | 348人   | 362人   | 710人    |
| 日知屋枝郷 | （合計）           | 4,575世帯 | 4,839人 | 5,089人 | 9,928人  |